# Pietro Silva
Pour les articles homonymes, voir Silva.
Pietro Silva (né le 2 mai 1887 à Parme et mort le 1er novembre 1954  à Bologne) est un historien et un universitaire italien de la première moitié du XXe siècle.

## Biographie
Élève de l'historien Amedeo Crivellucci, Pietro Silva étudie à la faculté des lettres de l'université de Pise en tant qu'étudiant de l'école normale supérieure (Scuola Normale Superiore), et obtient son diplôme en 1910. Il est  professeur d'histoire d'abord à l'Académie navale de Livourne (Accademia Navale di Livorno), puis à partir de 1923 au Magistero de Rome..
Il fait ses débuts, dans le sillage de l'école juridico-économique, avec un essai sur le gouvernement de Pietro Gambacorti à Pise en 1912, puis passe à l'histoire diplomatique avec des ouvrages de grande envergure, comme Il Sessantasei et La Monarchia di luglio e l'Italia, tous deux de 1917.
Un classique parmi ses ouvrages est Il Mediterraneo dall'unità di Roma all'unità d'Italia de 1927 (Il Mediterraneo. Dall'unità di Roma all'Impero Italiano, VII Edition, I.S.P.I., Rome 1942), où sont bien illustrés les événements historiques des peuples méditerranéens et la préparation et la formation de l'Empire italien.
Adepte du principe de nationalité, tel que l'entendait Giuseppe Mazzini, il participe au pacte de Rome pour le réveil des nationalités opprimées en avril 1918, et n'adhére jamais au fascisme, qui l'ignore complètement pendant les vingt ans du fascisme, puisqu'il fut l'un des signataires du Manifeste des intellectuels antifascistes (Manifesto degli intellettuali antifascisti) de Benedetto Croce et refuse de collaborer à l'Encyclopédie italienne (Enciclopedia italiana).
À la veille du référendum institutionnel, il publie en 1946 un livre polémique au titre significatif Io difendo la Monarchia (Je défends la monarchie).

## Publications
- (it) Il Mediterraneo dall'unità di Roma all'unità d'Italia
- (it) Italia - Francia - Inghilterra nel Mediterraneo
- (it) La Monarchia di luglio e l'Italia
- (it) Il Sessantasei
- (it) Aspetti e fasi del problema del Mediterraneo occidentale nell'ultimo secolo
- (it) Corso di storia per licei classici e scientifici in  tre volumi, G. Principato

## Crédit d'auteurs
- (it) Cet article est partiellement ou en totalité issu de l’article de Wikipédia en italien intitulé « Pietro Silva » (voir la liste des auteurs).